# Чэнь Цзымэн
Чэнь Цзымэн (также известен как Саймон Чон; род. 26 июня 1997, Пекин) — китайский хоккеист, защитник. Участник зимних Олимпийских игр 2022 года.

## Биография
Чэнь Цзымэн родился 26 июня 1997 года в китайском городе Пекин.

### Клубная карьера
В 2013—2015 годах на юношеском уровне играл в США за команду школы Брукс. В сезоне-2015/16 выступал за юношеские команды «Вэлли Уорриорз» в MHSL и хоккейную академию Южного Кента в USPHL.
В 2016—2018 годах играл в хоккейной лиге Британской Колумбии за канадский «Коуичан Вэлли». За два сезона провёл 108 матчей, набрал 14 (3+11) очков.
В сезоне-2018/19 был в заявке команды Алабамского университета в чемпионате Национальной ассоциации студенческого спорта, но не выходил на лёд.
С 2019 года выступает за китайские команды в России. В сезоне-2019/20 провёл в ВХЛ 7 матчей за КРС-БСУ из Пекина, а также 23 матча за «Чэнтоу» из Гирина, в которых сделал 1 результативную передачу.
В сезоне-2021/22 играл в КХЛ за «Куньлунь Ред Стар». Провёл 6 матчей.

### Международная карьера
В сезоне-2014/15 сыграл за сборную Китая среди юношей до 18 лет на чемпионате мира во втором дивизионе, провёл 4 матча, сделал 1 результативную передачу.
В 2019 году сыграл за сборную Китая на чемпионате мира во втором дивизионе, провёл 5 матчей, сделал 1 результативную передачу.
В 2022 году вошёл в состав сборной Китая по хоккею с шайбой на зимних Олимпийских играх в Пекине, занявшей 12-е место. Играл на позиции защитника, провёл 4 матча, шайб не забрасывал.